# Ayaka Takahashi
Ayaka Takahashi (jap. 高橋礼華, ur. 19 kwietnia 1990 r. w Kashihara) – japońska badmintonistka, złota medalistka igrzysk olimpijskich w Rio de Janeiro w grze podwójnej w parze z Misaki Matsutomo, brązowa medalistka mistrzostw świata, dwukrotna medalistka igrzysk azjatyckich, dwukrotna mistrzyni Azji.

## Występy na igrzyskach olimpijskich
| Runda               | Partner             | Przeciwnik                                  | Wynik               | Osiągnięcie         |                     |
| Gra podwójna kobiet | Gra podwójna kobiet | Gra podwójna kobiet                         | Gra podwójna kobiet | Gra podwójna kobiet | Gra podwójna kobiet |
| ------------------- | ------------------- | ------------------------------------------- | ------------------- | ------------------- | ------------------- |
| Faza grupowa        | Misaki Matsutomo    | Jwala Gutta Ashwini Ponnappa                | 21–15, 21–10        | 1. miejsce          |                     |
| Faza grupowa        | Misaki Matsutomo    | Puttita Supajirakul Sapsiree Taerattanachai | 21–15, 21–15        | 1. miejsce          |                     |
| Faza grupowa        | Misaki Matsutomo    | Eefje Muskens Selena Piek                   | 21–9, 21–11         | 1. miejsce          |                     |
| Ćwierćfinał         | Misaki Matsutomo    | Vivian Hoo Kah Mun Woon Khe Wei             | 21–16, 18–21, 21–9  | 1. miejsce          |                     |
| Półfinał            | Misaki Matsutomo    | Jung Kyung-eun Shin Seung-chan              | 21–16, 21–15        | 1. miejsce          |                     |
| Finał               | Misaki Matsutomo    | Christinna Pedersen Kamilla Rytter Juhl     | 18–21, 21–9, 21–19  | 1. miejsce          |                     |